# جامعة هيرتفوردشاير
جامعة هيرتفوردشاير هي جامعة عامة في هيرتفوردشايرفي المملكة المتحدة، هاتفيلد الكلية التقنية تأسست في عام 1948 وهي واحدة من 25 كليات التقنية في المملكة المتحدة الموجودة في عام 1959. في عام 1992 ، هاتفيلد بوليتكنك أعطيت الجامعة منحا مالية من قبل الحكومة البريطانية والتي أعيد تسميتها في وقت لاحق بجامعة هيرتفوردشاير.
مع طلاب يزيد عددهم عن 25.130  بما في ذلك أكثر من 5200 طالب دولي يمثلون 100 دولة، تمتلك الجامعة شبكة عالمية تضم أكثر من 165000 خريج.  تعد الجامعة واحدة من أكبر أرباب العمل في هيرتفوردشاير مع أكثر من 2700 موظف، منهم 812 من أعضاء هيئة التدريس.  ويبلغ حجم مبيعاتها أكثر من 235 جنيه إسترليني   مليون. كما أن الجامعة هي عضو في تحالف الجامعات، الجامعات في المملكة المتحدة و رابطة الجامعات الأوروبية .

## التاريخ

### أصول

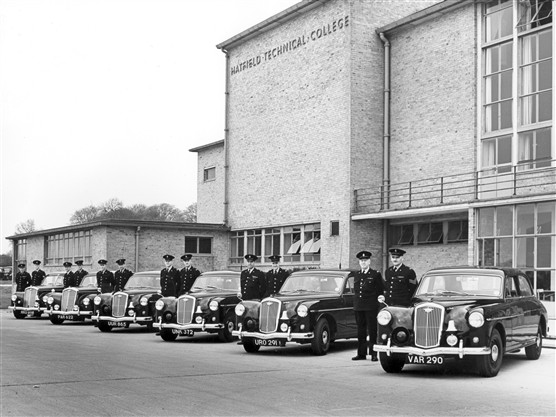
كلية هاتفيلد التقنية 1952

يقع حرم الجامعة في رو الأخضر في هاتفيلد، حيث أنشئت الكلية التقنية مع التركيز بشكل خاص على تدريب المهندسين لصناعة الطيران والتي كانت آنذاك سائدة في هاتفيلد. امتلكت عائلة سانت مبشيل مانور في شارع البانس يملك الأرض في رو الأخضر وذلك منذ أواخر القرن 17. في عام 1920 باع الأرض حتى التل إلى مزارع، ثم بيعت إلى ألان بتلررئيس دي هافيلاند شركة الطائرات الذي عاش في مزرعة الزان في مكان قريب. في عام 1944 كان قد تبرع 90 فدانا من الأراضي في رو الأخضر لاستخدامها في الأغراض التعليمية. في عام 1948 بدأ بناء المبنى الرئيسي الأول W. A. J تشابمان بدأ في 1 كانون الثاني / يناير 1949م، وفي ربيع عام 1952 تعين 33 مدرسًا متفرغًا و 66 مدرسًا بدوام جزئي. افتتحت كلية هاتفيلد التقنية في الوقت الذي يدرس فيها 1,738 طالبا، وذلك في أيلول / سبتمبر عام 1952 في كانون الأول / ديسمبرحيث افتتح رسميا من قبل دوق ادنبره. كانت أول كلية تقنية كبيرة الحجم تنشأ في إنجلترا بعد الحرب. يدرس الطلاب في الكلية بدوام كلي وبدوام جزئي أيضا.

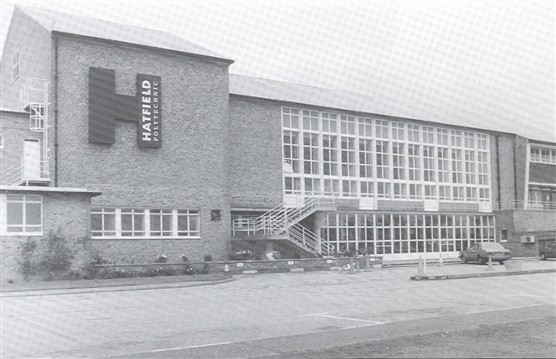
بوليتكنيك هاتفيلد كاليفورنيا 1969

في عام 1958 تم تغيير اسمها إلى كلية هاتفيلد للتكنولوجيا وبحلول عام 1960 عرضت دبلومات شطيرة لمدة أربع سنوات في التكنولوجيا. في عام 1961 تم تعيينها كلية إقليمية في إنجلترا وويلز من قبل وزارة التعليم. قام المحافظون بشراء جهاز كمبيوتر رقمي بتكلفة 29201 جنيهًا إسترلينيًا في عام 1962 حتى يمكن إنشاء شهادة في علوم الكمبيوتر . تم تشكيل مجلس الجوائز الأكاديمية الوطنية في عام 1965 وحصلت كلية هاتفيلد على 13 دورة دراسية مرتبة الشرف . 

### القرن العشرون

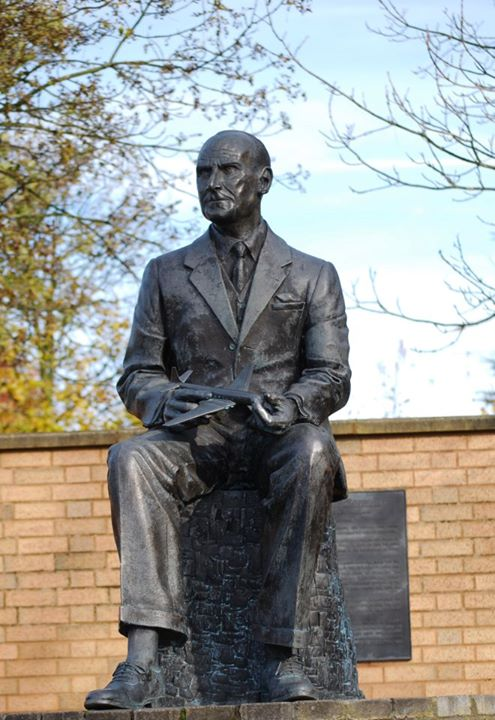
السير جيفري دي هافيلاند مع نموذج لطائرته النفاثة "المذنب"

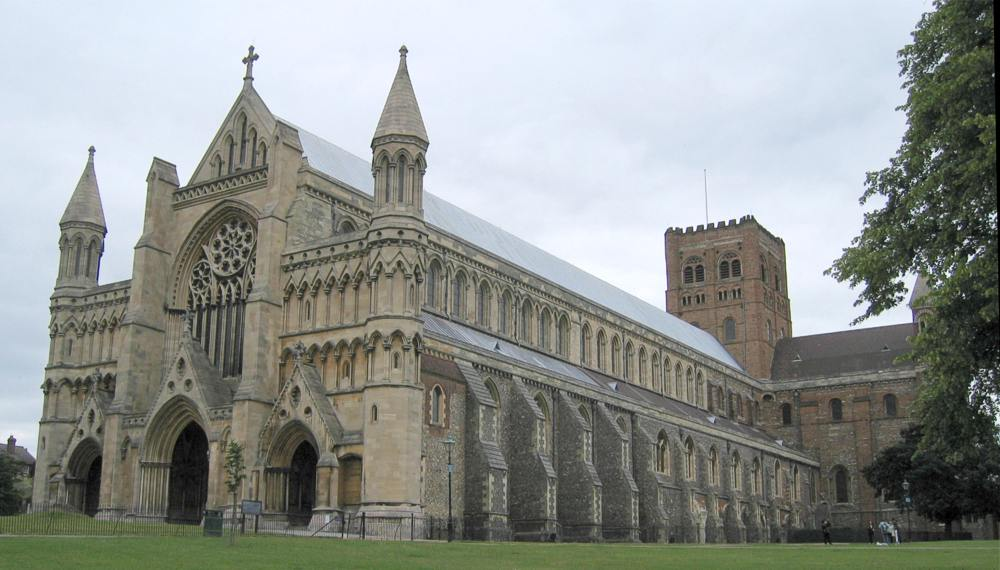
كاتدرائية الدير كنيسة سانت ألبانز هي مكان الاحتفالات السنوية للجامعة.

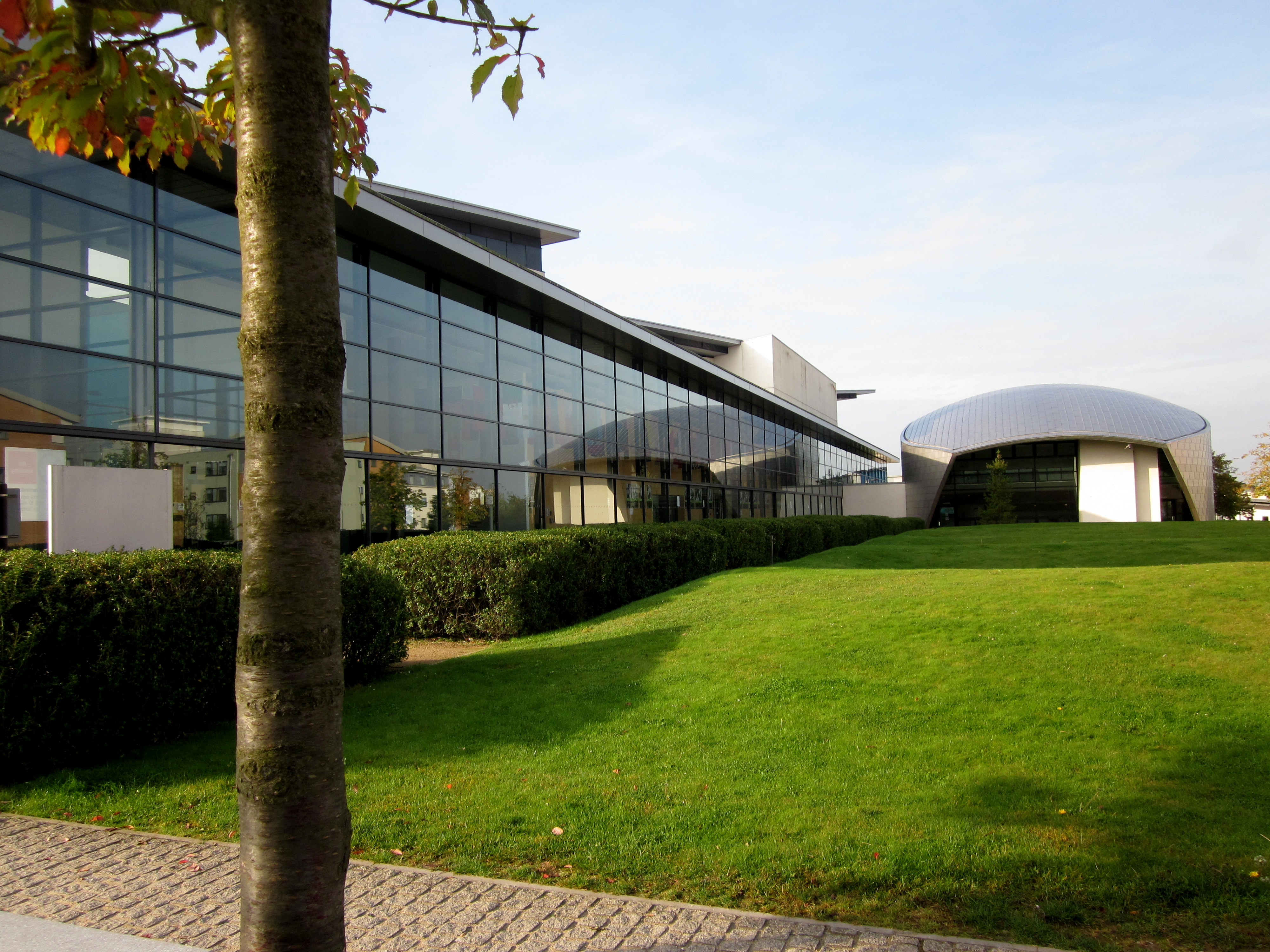
حرم دي هافيلاند الجامعي
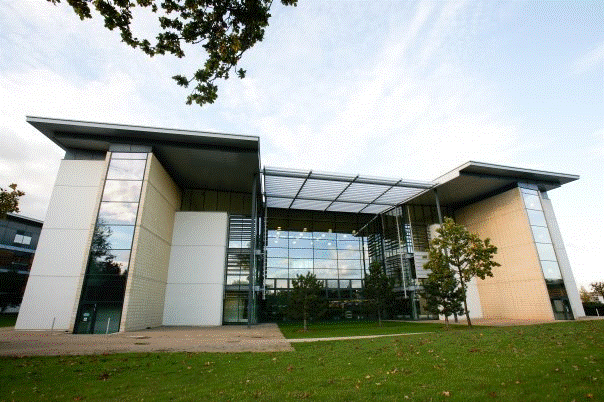
مركز مصادر التعلم  [لغات أخرى]‏ في دي هافيلاند
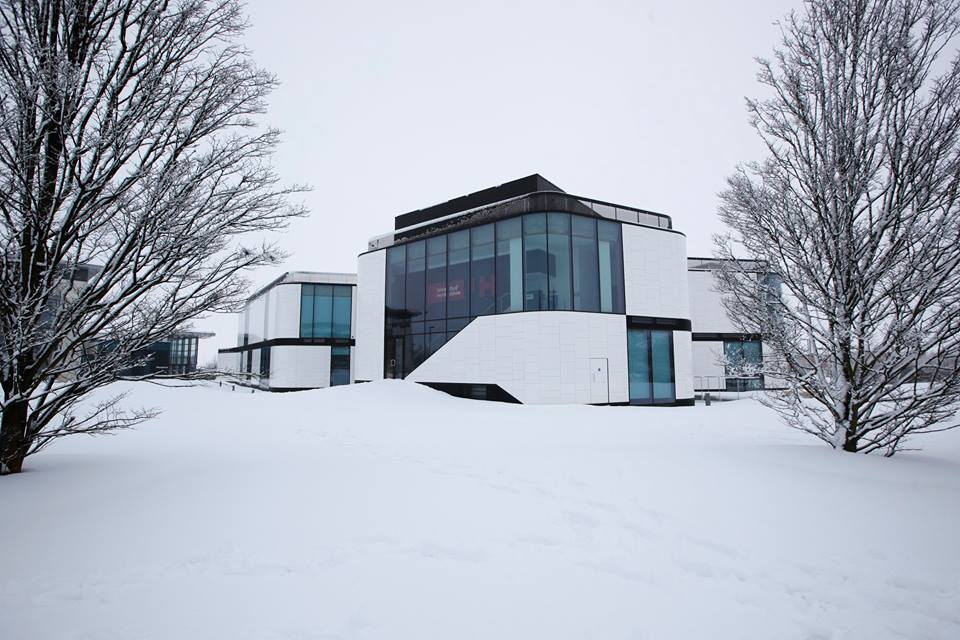
مبنى محكمة تخصص القانون
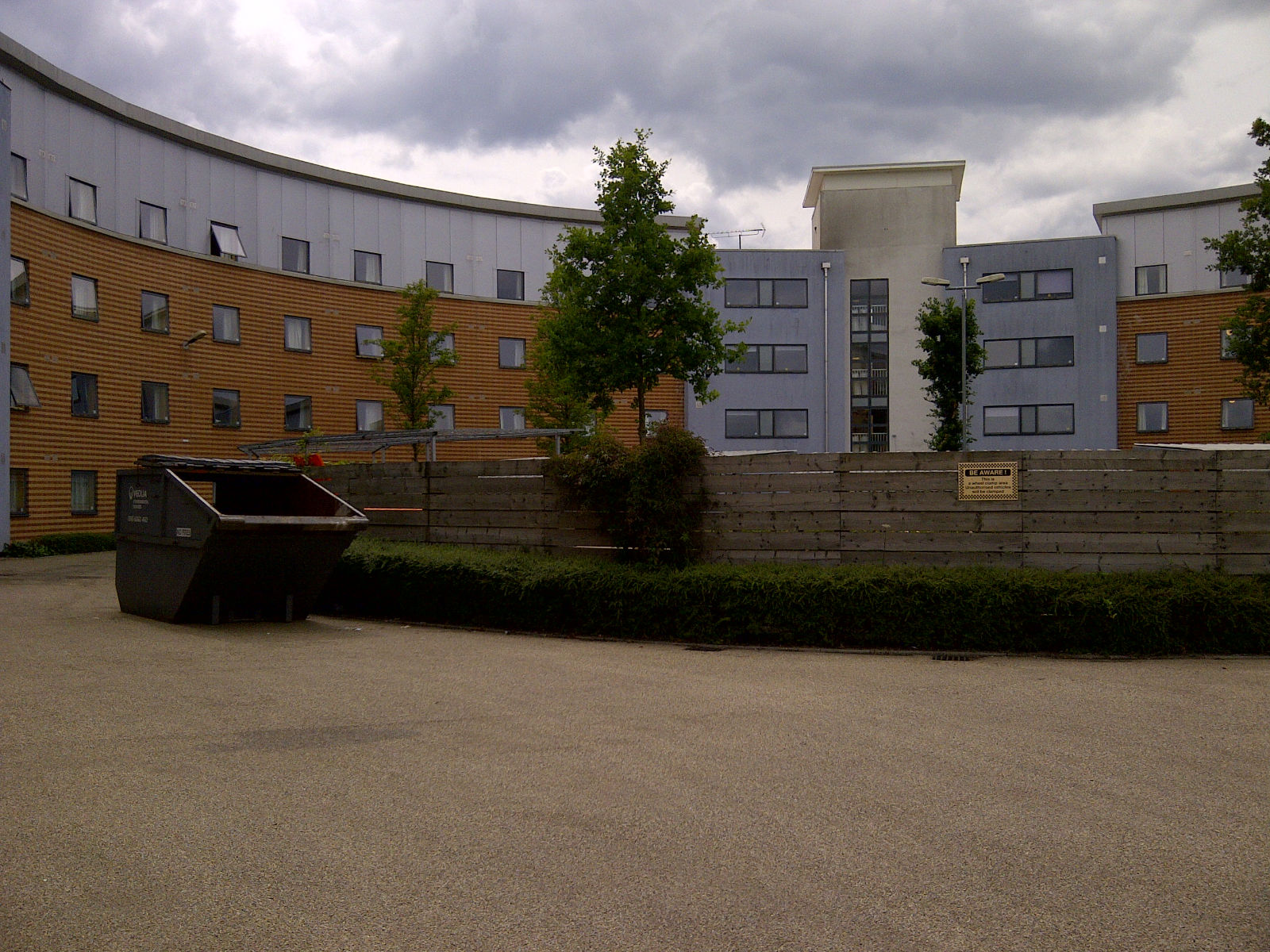
قاعات السكن في دي هافيلاند
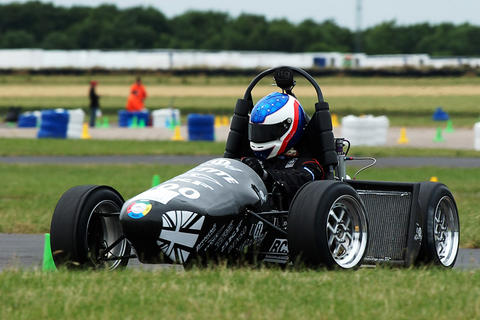
سباق جامعة هيرتفوردشاير
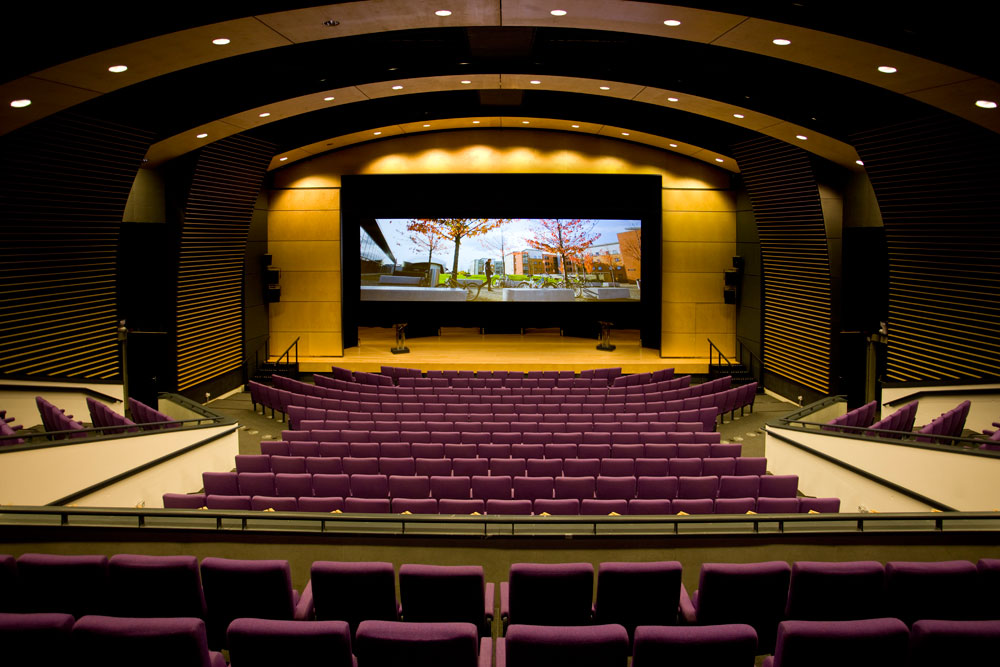
قاعة ستون
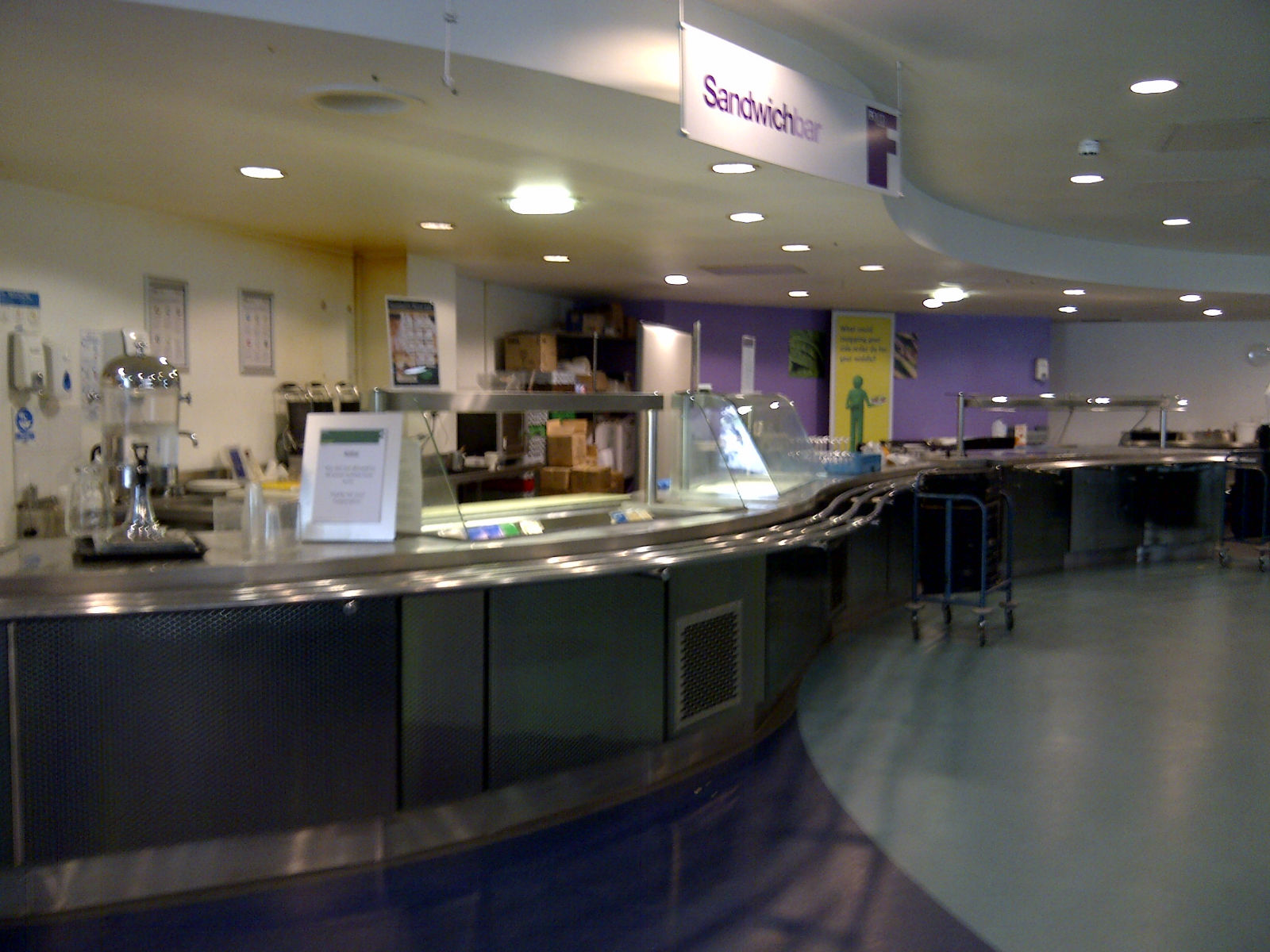
بار الساندويتشات
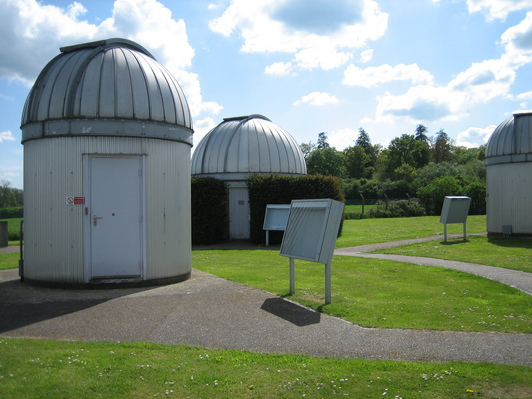
المرصد

قالب:Infobox UK university rankings

## خريجو الجامعة المرموقون
ارتبطت الجامعة بمجموعة من الخريجين والموظفين البارزين في عدد من التخصصات. يوجد في هيرتفوردشاير أكثر من 5200 طالب دولي وشبكة عالمية تضم أكثر من 160,000 خريج.  

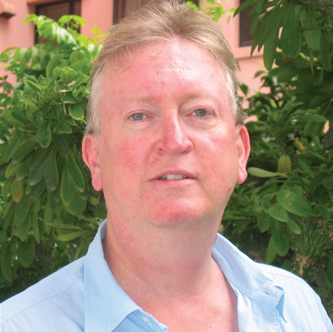
توني بان هام

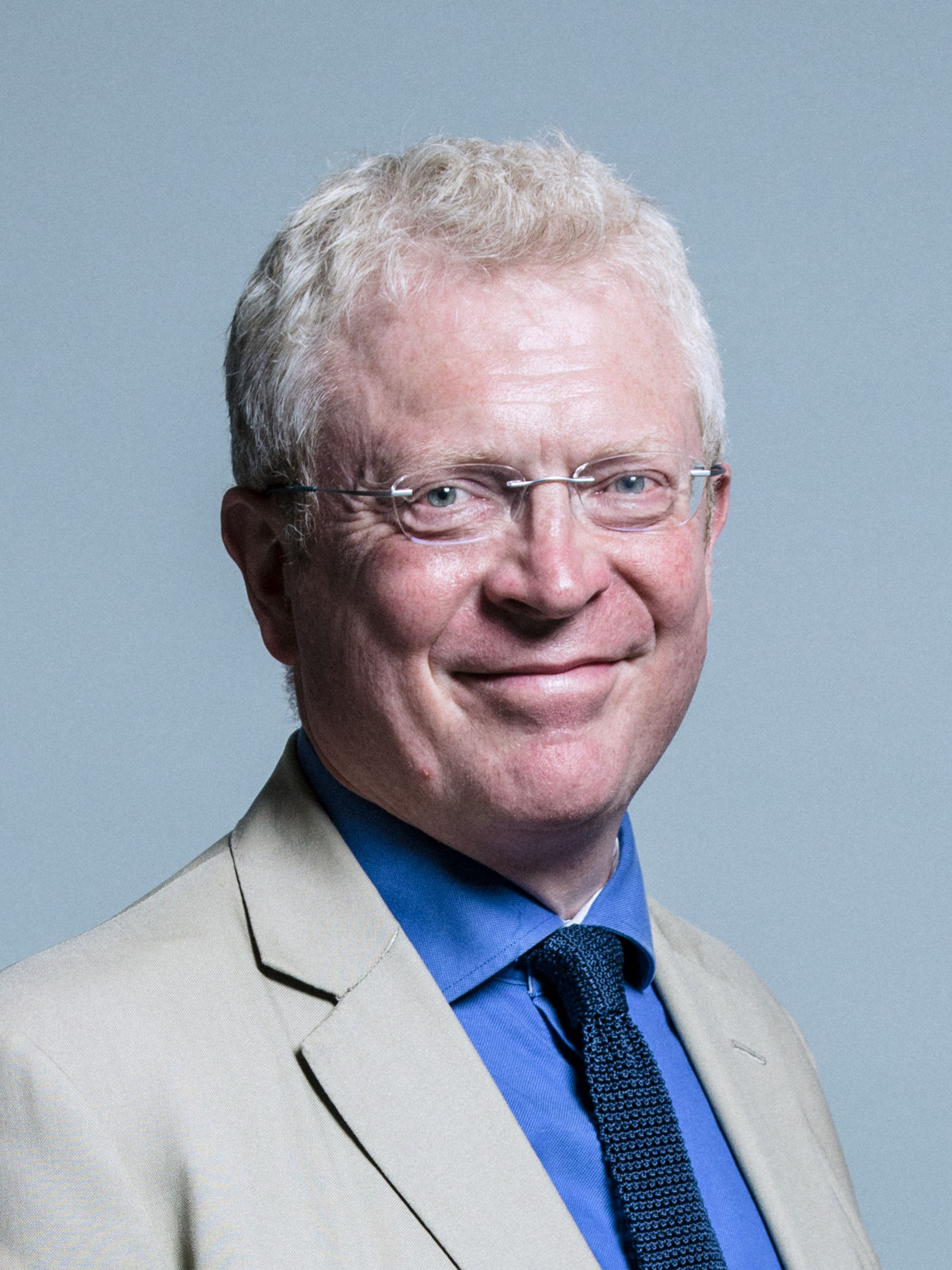
جون كرايكر

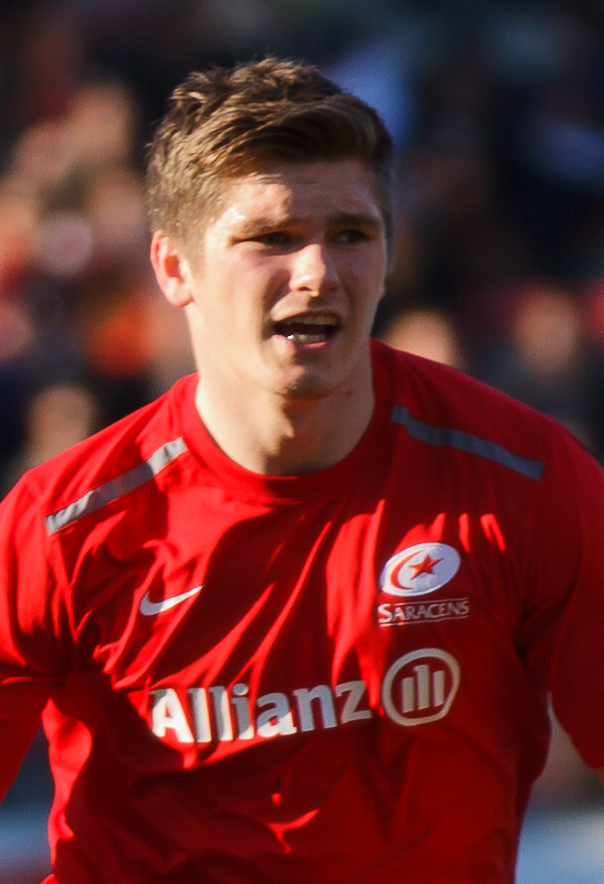
أوين فاريل

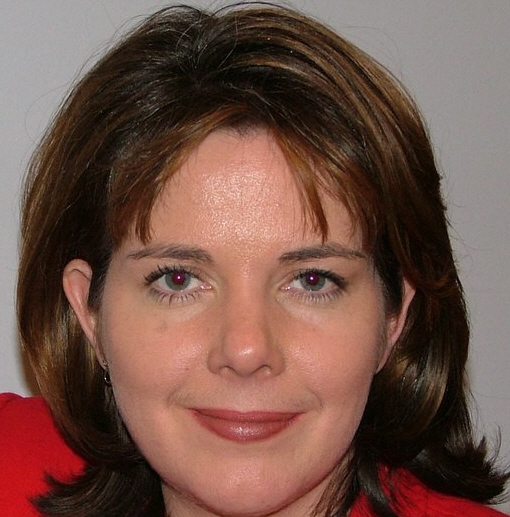
كلير وارد

1. ↑   https://orcid.org/members/001G0000020yZDrIAM-university-of-hertfordshire. {{استشهاد ويب}}: |url= بحاجة لعنوان (مساعدة) والوسيط |title= غير موجود أو فارغ (من ويكي بيانات) (مساعدة)
2. ↑   https://web.archive.org/web/20231020113811/https://orcid.org/members. اطلع عليه بتاريخ 2023-10-20. {{استشهاد ويب}}: |url= بحاجة لعنوان (مساعدة) والوسيط |title= غير موجود أو فارغ (من ويكي بيانات) (مساعدة)
3. ↑   https://eua.eu/about/member-directory.html. اطلع عليه بتاريخ 2019-07-16. {{استشهاد ويب}}: |url= بحاجة لعنوان (مساعدة) والوسيط |title= غير موجود أو فارغ (من ويكي بيانات) (مساعدة)
4. ↑  "University of Hertfordshire – Institutional audit" (PDF). qaa.ac.uk. مؤرشف من الأصل (PDF) في 2016-03-05. اطلع عليه بتاريخ 2015-12-13.
5. ↑  "Student information". University of Hertfordshire. مؤرشف من الأصل في 2016-03-20. اطلع عليه بتاريخ 2014-09-22.
6. ↑  "University of Hertfordshire". ncub.co.uk. National Centre for Universities and Business. مؤرشف من الأصل في 2017-02-24. اطلع عليه بتاريخ 2016-07-17.
7. ↑  "Annual Report 2011-12" (PDF). herts.ac.uk. University of Hertfordshire. مؤرشف من الأصل (PDF) في 2019-03-20. اطلع عليه بتاريخ 2015-12-13.
8. ↑  Tyler، Helen. "History of the University of Hertfordshire". Our Hatfield. مؤرشف من الأصل في 2016-12-08. اطلع عليه بتاريخ 2014-10-01.
9. ↑  Lytton، Charlotte (17 أبريل 2013). "University of Hertfordshire guide". London: Telegraph Media Group Limited. مؤرشف من الأصل في 2016-03-22. اطلع عليه بتاريخ 2015-08-09.
10. 1 2  "Tyler"

## وصلات خارجية
- جامعة هيرتفوردشاير الموقع الرسمي